# Karl Sperling
Karl Sperling (* 11. Mai 1941 in Kamenz) ist ein deutscher Humangenetiker.

## Leben
Sperling studierte Biologie und Chemie und wurde 1969 in Berlin promoviert. Im Juni 1970 referierte er anlässlich der Geburtstagsfeier von Hans Nachtsheim im großen Hörsaal des Instituts für Genetik der Freien Universität Berlin über pränatale Chromosomenanalyse und Eugenik. Ab 1971 war er Professor am Institut für Genetik der FU Berlin. Ab 1976 war er ordentlicher Professor und Leiter des Instituts für Humangenetik der FU Berlin, das heute an der Charité angesiedelt ist. Sperling ist Autor von rund 300 Originalpublikationen. Schwerpunkte seiner Arbeit sind Zytogenetik und Analysen genetisch bedingter Krankheiten mit Chromosomeninstabilität. Er war Mitautor des Gentechnologieberichts von 2009.
1994 erregte Sperling Aufsehen mit einer Veröffentlichung, die für die Zeit neun Monate nach dem Reaktorunglück von Tschernobyl 1986 eine Häufung von Trisomie 21-Fällen bei Geburten in Berlin beschrieb. Seinen Schlussfolgerungen, erhöhte ionisierende Strahlung habe einen Anstieg an Down-Syndrom-Fällen in Berlin und anderen Teilen Deutschlands verursacht, wurde jedoch „heftig widersprochen“, seine These ist bis heute nicht als geltender Forschungsstand anerkannt.
Seit 1997 ist er Mitglied der Leopoldina. Er ist außerdem Mitglied in der Berlin-Brandenburgischen Akademie der Wissenschaften. 2008 erhielt Sperling die GfH-Ehrenmedaille und 2011 erhielt er die Jacob-Henle-Medaille.

## Schriften (Auswahl)
- Untersuchungen zum Einfluß von Trenimon auf die Chromosomen und den Generationszyklus menschlicher Lymphozyten in vitro. Berlin 1969 (Dissertation, Freie Universität Berlin, 1969).
- mit J. Pelz, R. D. Wegner, A. Dörries, A. Grüters und M. Mikkelsen: Significant increase in trisomy 21 in Berlin nine months after the Chernobyl reactor accident: temporal correlation or causal relation? In: British Medical Journal. Bd. 309, 1994, S. 158–162, doi:10.1136/bmj.309.6948.158.
- mit H. Scherb: Heutige Lehren aus dem Reaktorunfall von Tschernobyl In: Naturwissenschaftliche Rundschau. Bd. 64, 2011, H. 5, S. 229–239 (PDF).
- mit H. Neitzel und H. Scherb: Evidence for an increase in trisomy 21 (Down syndrome) in Europe after the Chernobyl reactor accident. In: Genetic Epidemiology. Bd. 36, 2012, H. 1, S. 48–55, doi:10.1002/gepi.20662.